# Bârsa (okręg Arad)
Bârsa – wieś w Rumunii, w okręgu Arad, w gminie Bârsa. W 2011 roku liczyła 909 mieszkańców. 